# Гора Глушичі
Гора Глушичі (хорв. Gora Glušići) — населений пункт у Хорватії, в Істрійській жупанії у складі міста Лабин.

## Населення
Населення за даними перепису 2011 року становило 30 осіб.
Динаміка чисельності населення поселення:

## Клімат
Середня річна температура становить 13,08 °C, середня максимальна – 25,53 °C, а середня мінімальна – 0,78 °C. Середня річна кількість опадів – 1068 мм.
| Клімат поселення                              | Клімат поселення | Клімат поселення | Клімат поселення | Клімат поселення | Клімат поселення | Клімат поселення | Клімат поселення | Клімат поселення | Клімат поселення | Клімат поселення | Клімат поселення | Клімат поселення | Клімат поселення |
| Показник                                      | Січ.             | Лют.             | Бер.             | Квіт.            | Трав.            | Черв.            | Лип.             | Серп.            | Вер.             | Жовт.            | Лист.            | Груд.            |                  |
| Середній максимум, °C                         | 9,13             | 8,66             | 11,62            | 14,82            | 19,99            | 24,28            | 25,53            | 25,27            | 20,79            | 16,36            | 11,64            | 9,16             |                  |
| Середня температура, °C                       | 5,18             | 4,72             | 7,68             | 10,87            | 16,06            | 20,34            | 22,76            | 22,50            | 18,03            | 13,61            | 8,88             | 6,41             |                  |
| Середній мінімум, °C                          | 1,25             | 0,78             | 3,73             | 6,94             | 12,12            | 16,40            | 19,99            | 19,74            | 15,27            | 10,84            | 6,11             | 3,64             |                  |
| Норма опадів, мм                              | 86               | 71               | 78               | 81               | 72               | 82               | 56               | 81               | 98               | 123              | 135              | 105              |                  |
| Середньомісячна швидкість вітру, м/с          | 3.12             | 3.34             | 3.36             | 3.18             | 2.87             | 2.75             | 2.69             | 2.70             | 2.87             | 3.18             | 3.44             | 3.39             |                  |
| Середньомісячна сонячна радіація, кДж/м²·день | 4569             | 7453             | 10752            | 15338            | 19571            | 21369            | 22394            | 19346            | 14220            | 9253             | 4989             | 3873             |                  |
| --------------------------------------------- | ---------------- | ---------------- | ---------------- | ---------------- | ---------------- | ---------------- | ---------------- | ---------------- | ---------------- | ---------------- | ---------------- | ---------------- | ---------------- |
| Джерело:                                      |                  |                  |                  |                  |                  |                  |                  |                  |                  |                  |                  |                  |                  |